# Donizetti (Schiff)
Die Donizetti war ein nach dem Komponisten Gaetano Donizetti benanntes Passagierschiff der italienischen Italia Società di Navigazione (Italian Line), das 1951 als Australia für den Lloyd Triestino in Dienst gestellt und dort bis 1963 eingesetzt wurde. Nach seinem Verkauf an die Italian Line blieb das Schiff weitere dreizehn Jahre im Dienst, ehe es 1976 ausgemustert und ein Jahr später im italienischen La Spezia abgewrackt wurde.

## Geschichte
Die Australia entstand als erstes von insgesamt drei identischen Neubauten bei Cantieri Riuniti dell’Adriatico in Triest und wurde zeitgleich mit den Schwesterschiffen Oceania und Neptunia am 15. Mai 1949 auf Kiel gelegt. Der Stapellauf erfolgte am 21. Mai 1950. Nach der Ablieferung an den Lloyd Triestino im April 1951 wurde das Schiff am 19. April 1951 auf der Strecke von Genua nach Australien in Dienst gestellt wurde, wo sie die folgenden dreizehn Jahre verbringen sollte. Die Australia war der erste Neubau für den Lloyd Triestino nach dem Zweiten Weltkrieg.
1958 wurde die Australia bei Cantieri Riuniti dell’Adriatico modernisiert, wodurch sie die Tonnage von 12.839 auf 13.226 BRT erhöhte und die Passagierbereiche des Schiffes umgebaut wurden. Neben zusätzlichen Kabinen erhielt es hierbei auch eine neue Lounge, die in zusätzlichen Decksaufbauten anstelle der bisherigen Frachtluken eingebaut wurde. Der Platz für die zusätzlichen Kabinen wurde unter anderem durch die Verkleinerung existierender Großraumkabinen auf dem C-Deck gewonnen.
1963 übernahmen die neu in Dienst gestellten Schwesterschiffe Galileo Galilei und Guglielmo Marconi die Strecke nach Australien. Am 18. Januar 1963 wurde die Australia daher ausgemustert und gemeinsam mit ihren zwei Schwesterschiffen an die Italian Line verkauft, die sie als Donizetti im Dienst von Genua nach Valparaíso einsetzte. Die drei Schiffe waren aufgrund ihrer neuen Namen Donizetti, Rossini und Verdi auch als die „drei Musiker“ bekannt.
Die Donizetti blieb weitere dreizehn Jahre im Dienst, ehe der Dienst nach Südamerika unrentabel und das Schiff im Juli 1976 ausgemustert wurde. Nach einem Jahr Aufliegezeit in Genua kaufte die in La Spezia ansässige Werft Cantieri Navali del Golfo im Juli 1977 das Schiff, um es abzuwracken. Die Schwesterschiffe Rossini (ehemals Oceania) und Verdi (ehemals Neptunia) trafen ebenfalls 1977 zum Abwracken in La Spezia ein.